# ويليام شو (سياسي كندي)
ويليام شو هو سياسي كندي، ولد في 19 سبتمبر 1839. انتخب عضو الجمعية التشريعية لنيو برونزويك ‏ (1890 – 1903).